# Willi Ninja
William Roscoe Leake (New Hyde Park, 12 de abril de 1961 – Nova Iorque, 2 de setembro de 2006), mais conhecido como Willi Ninja, foi um dançarino e coreógrafo americano,  mais conhecido por sua aparição no documentário Paris Is Burning.

## Vida
Considerado ícone e padrinho do voguing e um dos principais expoentes da cultura do baile, chamou a atenção da diretora Jennie Livingston, que o escolheu como intérprete de seu filme. Nascido no Centro Médico Judaico de Long Island em New Hyde Park, Nova York, dançarino autodidata e estava aperfeiçoando seu estilo voguing aos vinte anos. Nasceu de uma mãe negra e era de ascendência racial mista, alegando ter ancestrais irlandeses, cherokees e asiáticos. Foi de outros voguers no Washington Square Park que Jennie Livingston ouviu seu nome pela primeira vez. Embora não tenha criado a forma, ele trabalhou para refiná-la com movimentos limpos e precisos para "um nível incrível". Suas influências incluíram hieróglifos keméticos, o jovem Michael Jackson, Fred Astaire, ginastas olímpicos e a cultura asiática.

## Legado
Morreu de insuficiência cardíaca relacionada à AIDS na cidade de Nova York em 2 de setembro de 2006. Desde sua morte, ele continuou a inspirar muitos artistas e DJs musicais. É uma figura central nos estudos LGBTQ. Foi homenageado em um Google Doodle em 9 de junho de 2023.

## Filmografia

### Cinema
- Paris está em chamas (1990)
- Hino (1991)

## Televisão
- The Joan Rivers Show, 1991 (convidado)